# Vyhynulý taxon
Vyhynulý taxon (zkratka EX, z latinského exitus, odchod; anglicky Extinct) je stupeň ohrožení podle červeného seznamu IUCN. Označuje, že poslední exemplář zemřel nebo je pokládán za mrtvý.
IUCN stanovilo rok 1500 jako předěl pro moderně vyhynulý taxon (tzv. recentně vyhynulý taxon). Drtivá většina druhů organismů již vyhynula.
Recentně vyhynulých taxonů uvádí BioLib 646.
BioLib uvádí k pojmu vyhynulý, resp. Vyhynulý:
- vyhynulý:
  - další jména: vymřelý, EX
  - Jako vyhynulý je označován takový taxon, který nemá žádné žijící zástupce. (Překlad z anglické verze tohoto hesla.)
  - Podle definice IUCN je vyhynulý takový taxon, u něhož neexistují žádné rozumné pochybnosti, že uhynul poslední jedinec.[3]
- Vyhynulý:
  - Taxon je do této kategorie zařazen, pokud nebyl již po dobu delší než 50 let na daném území nalezen žádný živý zástupce (ale dříve se zde taxon prokazatelně vyskytoval). Jedna z kategorií ohrožení, užívaná v českých červených seznamech.[4]

Opakem vyhynulého taxonu je recentní taxon.

## Příklady

### Ptáci
- alka velká
- dronte mauricijský
- holub stěhovavý
- chřástal Leguatův
- chřástal mikronéský
- chřástal rezavý
- chřástal wakeský
- kačka labradorská
- lyska mauricijská
- Moho hnědý

### Ryby
- síh písčinný
- síh savojský
- síh špičatorypý
- síh ženevský
- tlamoun spekii
- vranka ježatá
- veslonos čínský

### Savci
- pes bojovný
- medvěd atlaský
- vakovlk tasmánský
- zebra kvaga